# Mistrovství světa v rychlostní kanoistice 2015

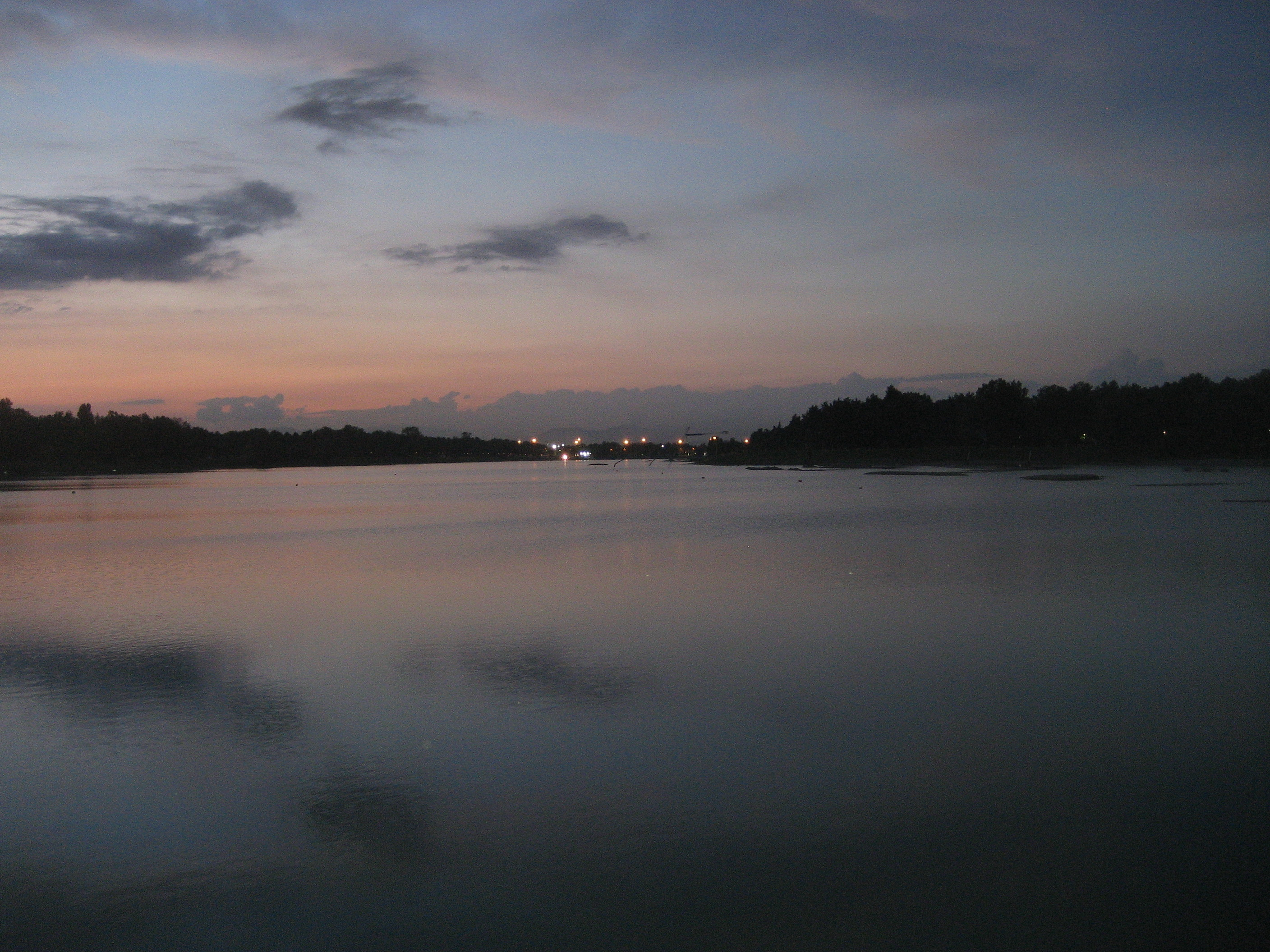
Jezero Idroscalo při západu slunce

Mistrovství světa v rychlostní kanoistice 2015 se konalo v italském Miláně od 19. do 23. srpna 2015. Pro rychlostní kanoisty šlo zároveň o hlavní kvalifikaci na Letní olympijské hry 2016 v brazilském Riu. 

## Dějiště
Závody se konaly v italském Miláně na umělém jezeře Idroscalo. Jezero se nachází na východním okraji Milána, v blízkosti letiště Linate. Na délku měří asi 2600 m, šířka se pohybuje od 250 do 400 m. Průměrná hloubka je 3 až 5 metrů. Jezero založené koncem 20. let 20. století jako přistávací a vzletová dráha pro hydroplány je dnes ve vlastnictví provincie Milano a slouží k rekreaci a jako centrum vodních sportů.
Na jezeře Idroscalo se mistrovství světa uskutečnilo podruhé v historii, poprvé to bylo v roce 1999.

## Medailisté

### Muži

#### Kánoe
| Soutěž     | Zlato                                                | Zlato    | Stříbro                                                          | Stříbro  | Bronz                                         | Bronz    |
| C–1 200 m  | Artsem Kozyr                                         | 38.605   | Li Čchiang                                                       | 38.815   | Isaquias Queiroz                              | 38.915   |
| C–1 500 m  | Martin Fuksa                                         | 1:51.004 | Oleg Tarnovschi                                                  | 1:51:670 | Maksim Piatrov                                | 1:53.130 |
| C–1 1000 m | Sebastian Brendel                                    | 3:48.956 | Martin Fuksa                                                     | 3:48.973 | Serghei Tarnovschi                            | 3:51.583 |
| C–1 5000 m | Sebastian Brendel                                    | 23:03.32 | Martin Antonio Campos                                            | 23:04.30 | Mateusz Kamiński                              | 23:05.54 |
| C–2 200 m  | Alexej Korovaškov Ivan Štyl                          | 36.347   | Hleb Saladucha Dzianis Machlaj                                   | 37.516   | Stefan Holtz Robert Nuck                      | 37.750   |
| C–2 500 m  | Pavel Petrov Michail Pavlov                          | 1:42.035 | Wiktor Głazunow Vincent Słomiński                                | 1:42.575 | Dmytro Jančuk Taras Miščuk                    | 1:42.759 |
| C–2 1000 m | Erlon Silva Isaquias Queiroz                         | 3:38.508 | Henrik Vasbányai Róbert Mike                                     | 3:38.836 | Piotr Kuleta Marcin Grzybowski                | 3:39.305 |
| C–4 1000 m | Leonid Carp Petre Condrat Josif Chirilă Stefan Strat | 3:23.202 | Denis Kovalenko Denis Kamerylov Vitalij Vergeles Eduard Šemetylo | 3:23:882 | Pál Sarudi Tamás Kiss András Vass Dávid Varga | 3:24.442 |

#### Kajak
| Soutěž     | Zlato                                         | Zlato    | Stříbro                                                | Stříbro  | Bronz                                             | Bronz    |
| K–1 200 m  | Mark de Jonge                                 | 34.802   | Maxime Beaumont                                        | 34.993   | Petter Menning                                    | 35.002   |
| K–1 500 m  | René Holten Poulsen                           | 1:39.407 | Tom Liebscher                                          | 1:39.893 | Roman Anoškin                                     | 1:40.770 |
| K–1 1000 m | René Holten Poulsen                           | 3:25.815 | Josef Dostál                                           | 3:26.298 | Fernando Pimenta                                  | 3:26.535 |
| K–1 5000 m | Ken Wallace                                   | 19:54.46 | Max Hoff                                               | 19:57.57 | Aleh Jureňa                                       | 20:11.91 |
| K–2 200 m  | Sándor Tótka Péter Molnár                     | 30.935   | Jurij Postrygaj Alexandr Ďjačenko                      | 30.966   | Nebojša Grujić Marko Novaković                    | 31.046   |
| K–2 500 m  | Ken Wallace Lachlan Tame                      | 1:29.216 | Marcus Walz Diego Cosgaya                              | 1:30.004 | Dávid Hérics Tamás Somorácz                       | 1:30.524 |
| K–2 1000 m | Max Rendschmidt Marcus Gross                  | 3:10.175 | Ken Wallace Lachlan Tame                               | 3:11.132 | Marko Tomićević Milenko Zorić                     | 3:11.502 |
| K–4 1000 m | Denis Myšák Erik Vlček Juraj Tarr Tibor Linka | 2:56.102 | Zoltán Kammerer Dávid Tóth Tamás Kulifai Dániel Pauman | 2:56.902 | Daniel Havel Lukáš Trefil Josef Dostál Jan Štěrba | 2:58.139 |

### Ženy

#### Kánoe
| Soutěž    | Zlato                               | Zlato    | Stříbro                             | Stříbro  | Bronz                               | Bronz    |
| C–1 200 m | Stanilija Stamenovová               | 48.717   | Kincső Takácsová                    | 48.817   | Kamila Bobrová                      | 49.225   |
| C–2 500 m | Daryna Kosťjučenková Kamila Bobrová | 2:00.675 | Maria Kazakovová Olesia Romasenková | 2:01.798 | Kincsö Takácsová Zsanett Lakatosová | 2:02.788 |

#### Kajak
| Soutěž     | Zlato                                                                        | Zlato    | Stříbro                                                                       | Stříbro  | Bronz                                                              | Bronz    |
| K–1 200 m  | Lisa Carringtonová                                                           | 40.060   | Marta Walczykiewiczová                                                        | 40.700   | Teresa Portela                                                     | 41.248   |
| K–1 500 m  | Lisa Carringtonová                                                           | 1:49.398 | Anna Kárászová                                                                | 1:51.125 | Čou Jü                                                             | 1:51.478 |
| K–1 1000 m | Erika Medveczká                                                              | 4:04.037 | Kristina Bedečová                                                             | 4:06.397 | Margaret Hoganová                                                  | 4:07.414 |
| K–1 5000 m | Maryna Litvinčuková                                                          | 22:36.06 | Lani Belcherová                                                               | 22:40.02 | Émilie Fournelová                                                  | 22:43.59 |
| K–2 200 m  | Marharyta Machněvová Maryna Litvinčuková                                     | 38.477   | Luca Homonnaiová Natasa Duševová-Janičová                                     | 38.659   | Sabrina Heringová Steffi Kriegersteinová                           | 39.488   |
| K–2 500 m  | Gabriella Szabóová Danuta Kozáková                                           | 1:39.865 | Milica Starovićová Kamila Ružičićová-Benedeková                               | 1:41.075 | Franziska Weberová Tina Dietzeová                                  | 1:41.335 |
| K–2 1000 m | Sabrina Heringová Steffi Kriegersteinová                                     | 3:37.646 | Sofija Jurčenková Aleksandra Grišinová                                        | 3:38.699 | Alíz Sarudiová Dóra Bodonyiová                                     | 3:41.089 |
| K–4 500 m  | Marharyta Machněvová Nadzeja Ljapešková Volha Chuděnková Maryna Litvinčuková | 1:33.953 | Gabriella Szabóová Danuta Kozáková Krisztina Fazekasová Zurová Anna Kárászová | 1:34.267 | Franziska Weberová Conny Waßmuthová Verena Hantlová Tina Dietzeová | 1:34.890 |

## Medailová tabulka zemí
| Pořadí | Země               | Zlato | Stříbro | Bronz | Celkem |
| 1      | Bělorusko          | 5     | 2       | 3     | 10     |
| 2      | Německo            | 4     | 2       | 4     | 10     |
| 3      | Maďarsko           | 3     | 6       | 4     | 13     |
| 4      | Rusko              | 2     | 2       | 1     | 5      |
| 6      | Austrálie          | 2     | 1       | 0     | 3      |
| 7      | Dánsko             | 2     | 0       | 0     | 2      |
| 7      | Nový Zéland        | 2     | 0       | 0     | 2      |
| 9      | Česko              | 1     | 2       | 1     | 4      |
| 10     | Brazílie           | 1     | 0       | 1     | 2      |
| 10     | Kanada             | 1     | 0       | 1     | 2      |
| 12     | Bulharsko          | 1     | 0       | 0     | 1      |
| 12     | Rumunsko           | 1     | 0       | 0     | 1      |
| 12     | Slovensko          | 1     | 0       | 0     | 1      |
| 15     | Polsko             | 0     | 2       | 2     | 4      |
| 15     | Srbsko             | 0     | 2       | 2     | 4      |
| 17     | Španělsko          | 0     | 2       | 1     | 3      |
| 18     | Čína               | 0     | 1       | 1     | 2      |
| 18     | Moldavsko          | 0     | 1       | 1     | 2      |
| 18     | Ukrajina           | 0     | 1       | 1     | 2      |
| 21     | Francie            | 0     | 1       | 0     | 1      |
| 21     | Spojené království | 0     | 1       | 0     | 1      |
| 23     | Portugalsko        | 0     | 0       | 1     | 1      |
| 23     | Švédsko            | 0     | 0       | 1     | 1      |
| 23     | USA                | 0     | 0       | 1     | 1      |
| Celkem | Celkem             | 26    | 26      | 26    | 78     |

## Česká účast
Česká účast na mistrovství světa čítala celkem 26 závodníků - 17 mužů a 9 žen. Tituly z předchozího MS 2014 v Moskvě obhajovali kajakář Josef Dostál (K1 1000 m) a čtyřkajak Josef Dostál, Daniel Havel, Jan Štěrba, Lukáš Trefil (1000 m).
Češi na tomto mistrovství světa získali čtyři medaile. Na olympijských tratích vybojovali čeští reprezentanti dvě stříbra a jeden bronz. Josef Dostál sice titul z Moskvy na trati K1 – 1000 m neobhájil, se stříbrem však byl velmi spokojen. Martin Fuksa na trati C1 – 1000 m dlouho vedl, ve finiši však nakonec o pouhých 17 tisícin vteřiny podlehl zkušenému Němci Sebastianu Brendelovi. Čtyřkajak ve složení Josef Dostál, Daniel Havel, Jan Štěrba, Lukáš Trefil vybojoval na trati K4 – 1000 m bronzovou medaili. Na neolympijské trati C1 – 500 m si dojel pro titul mistra světa (a druhou medaili z tohoto MS) Martin Fuksa.
Zároveň Češi vybojovali šest míst pro LOH 2016 v Riu. Pět míst získali medailisté (Martin Fuksa, Josef Dostál a zbylí tři členové bronzového čtyřkajaku), šesté místo pak nečekaně přidal kajakář Filip Šváb díky 8. pozici ve finále závodu K1 – 200 m. Vybojovat očekávanou olympijskou účast se naopak nepovedlo deblkánoi Jaroslav Radoň, Filip Dvořák, jejichž 8. pozice ve finále závodu C2 – 1000 m na letenky do Ria nestačila.
Muži 
| Trať        | Posádka                                                    | Výsledek         | Reference |
| C1 – 200 m  | Karel Palma                                                | finále C – 6.    | [ 2 ]     |
| C1 – 500 m  | Martin Fuksa                                               | Zlatá medaile    | [ 3 ]     |
| C1 – 1000 m | Martin Fuksa                                               | Stříbrná medaile | [ 2 ]     |
| C1 – 5000 m | Vojtěch Ruso                                               | 7.               | [ 3 ]     |
| C2 – 1000 m | Jaroslav Radoň, Filip Dvořák                               | 8.               | [ 3 ]     |
| C4 – 1000 m | Tomáš Janda, David Macháček, Vojtěch Ruso, Radek Miškovský | 5.               | [ 3 ]     |
| K1 – 200 m  | Filip Šváb                                                 | 8.               | [ 3 ]     |
| K1 – 500 m  | Radek Šlouf                                                | finále B – 1.    | [ 3 ]     |
| K1 – 1000 m | Josef Dostál                                               | Stříbrná medaile | [ 2 ]     |
| K1 – 5000 m | Lukáš Trefil                                               | 14.              | [ 3 ]     |
| K2 – 200 m  | Filip Šváb, Karel Slepica                                  | finále B – 5.    | [ 2 ]     |
| K2 – 1000 m | Jakub Špicar, Jakub Zavřel                                 | finále B – 4.    | [ 2 ]     |
| K4 – 1000 m | Josef Dostál, Daniel Havel, Jan Štěrba, Lukáš Trefil       | Bronzová medaile | [ 3 ]     |

Ženy 
| Trať        | Posádka                                                            | Výsledek                             | Reference |
| C1 – 200 m  | Jana Ježová                                                        | 8.                                   | [ 3 ]     |
| C2 – 500 m  | Jana Ježová, Lenka Součková                                        | fimále B – 2.                        | [ 2 ]     |
| K1 – 200 m  | Michaela Fasnerová                                                 | finále C – 9.                        | [ 3 ]     |
| K1 – 5000 m | Anna Kožíšková                                                     | 9.                                   | [ 3 ]     |
| K2 – 500 m  | Lucie Matoušková, Monika Machová                                   | vyřazeny v semifinále (ani finále B) |           |
| K4 – 500 m  | Andrea Havlová, Jana Šebestová, Anna Kožíšková, Michaela Mlezivová | vyřazeny v semifinále (ani finále B) |           |